# Telewizja n
Telewizja n – polska satelitarna platforma cyfrowa telewizyjno-radiowa ITI działająca w okresie 12 października 2006 – 21 marca 2013. Operatorem tej platformy był ITI Neovision sp. z o.o., będący członkiem grupy TVN.
Platforma nadawała z satelitów Hot Bird znajdujących się na pozycji 13°E. Główny transponder platformy nadawał w standardzie DVB-S2, a kanały znajdujące się na nim były kompresowane w MPEG-4. Platforma używała systemu dostępowego Conax.
Na dzień 31 lipca 2012 z usług telewizji n korzystało 983 tys. abonentów.

## Kanały
Platforma n posiadała:
- 105 kanałów polskojęzycznych
- 23 polskojęzyczne kanały free-to-air
- 41 kanałów HDTV
- 1 kanał 3D

### Pakiety tematyczne
Kanały w telewizji n podzielone były na pakiety:
| nazwa pakietu         | liczba kanałów |
| --------------------- | -------------- |
| Informacja i rozrywka | 25 (8 HD)      |
| Hity filmowe          | 17 (5 HD)      |
| Sport i motoryzacja   | 11 (4 HD)      |
| Kultura, nauka, świat | 14 (6 HD)      |
| Dzieci                | 9 (1 HD)       |
| Style, moda, muzyka   | 15 (2 HD)      |

### Opcje dodatkowe
Oprócz zawartych w pakietach tematycznych, podstawowych kanałów, dostępne były filmowe opcje dodatkowe:
- HBO (3 kanały HD)
- Filmbox (3 kanały, w tym 1 HD)
- Cinemax (2 kanały HD)
- nPremium (4 kanały HD)
- Wypożyczalnia VOD (nSeriale, nPremium HD, PictureBox)

## Usługi dodatkowe

### nRadio
nRadio to funkcja nboxa, pozwalająca na odbiór wybranych internetowych stacji radiowych nadawanych w standardzie SHOUTcast. Platforma n w ramach tej usługi nadawała jedynie radia na świecie i w Polsce oraz nRadio HD nadające dźwięk 5.1, a do 30 kwietnia 2009 nadawała także 5 autorskich stacji radiowych, tworzonych przez znane osobistości świata muzyki: Beatę Kozidrak, Kayah, Muńka Staszczyka, Nigela Kennedy’ego i Leszka Możdżera.

### nMultiroom HD
Możliwość oglądania telewizji na dwóch telewizorach jednocześnie (na każdym telewizorze mógł być wyświetlany inny kanał) w ramach jednej umowy, dzięki korzystaniu z drugiego dekodera (model charakterystyczny dla usługi n na kartę) podłączonego do dekodera głównego, tzw. turbodekodera.

### nShow 3D
Usługa wprowadzona 4 grudnia 2010, która pozwalała oglądać różne pozycje w technologii 3D (potrzebny jest odpowiednio przystosowany telewizor 3D i dowolny dekoder telewizji n). 15 grudnia 2011 r. został zlikwidowany a audycje 3D zostały przeniesione do kanałów nPremium.

### DVB-T
Dostęp do naziemnej telewizji cyfrowej za pomocą dekodera po podłączeniu opcjonalnego tunera DVB-T, przeznaczonego wyłącznie dla dekoderów telewizji n, do złącza USB. Dekodery z serii 2849, 2850 i 2851 przeznaczone do korzystania z usługi nMultiroom miały wbudowany tuner DVB-T.

## Sprzęt
| Nazwa Sprzętu                     | nPortal | nPVR  | nVOD | nGRY | Multiroom | YouTube | nRadio | 3D (Ready) |
| --------------------------------- | ------- | ----- | ---- | ---- | --------- | ------- | ------ | ---------- |
| NBOX HDTV                         | T       | N     | T    | N    | N         | N       | T      | T          |
| NBOX HDTV PVR                     | T       | Ready | N    | T    | T         | N       | T      | T          |
| NBOX HDTV RECORDER (5800SX 500GB) | T       | T     | T    | N    | T         | N       | T      | T          |
| NBOX HDTV RECORDER (5720SX 1TB)   | T       | T     | T    | T    | T         | T       | T      | T          |

## Transpondery
Platforma n zarządzała następującymi transponderami na satelitach Hot Bird:
- Hot Bird 13A tp. 116 (10,834 GHz, pol. V, SR: 27500, FEC: 3/4, DVB-S2/8PSK)
- Hot Bird 13C tp. 3 (11,258 GHz, pol. H, SR: 27500, FEC: 3/4, DVB-S2/8PSK)
- Hot Bird 13C tp. 10 (11,393 GHz, pol. V, SR: 27500, FEC: 5/6, DVB-S/QPSK)
- Hot Bird 13C tp. 13 (11,449 GHz, pol. H, SR: 27500, FEC: 3/4, DVB-S2/8PSK)
- Hot Bird 13C tp. 16 (11,508 GHz, pol. V, SR: 27500, FEC: 3/4, DVB-S2/8PSK)